# قلک

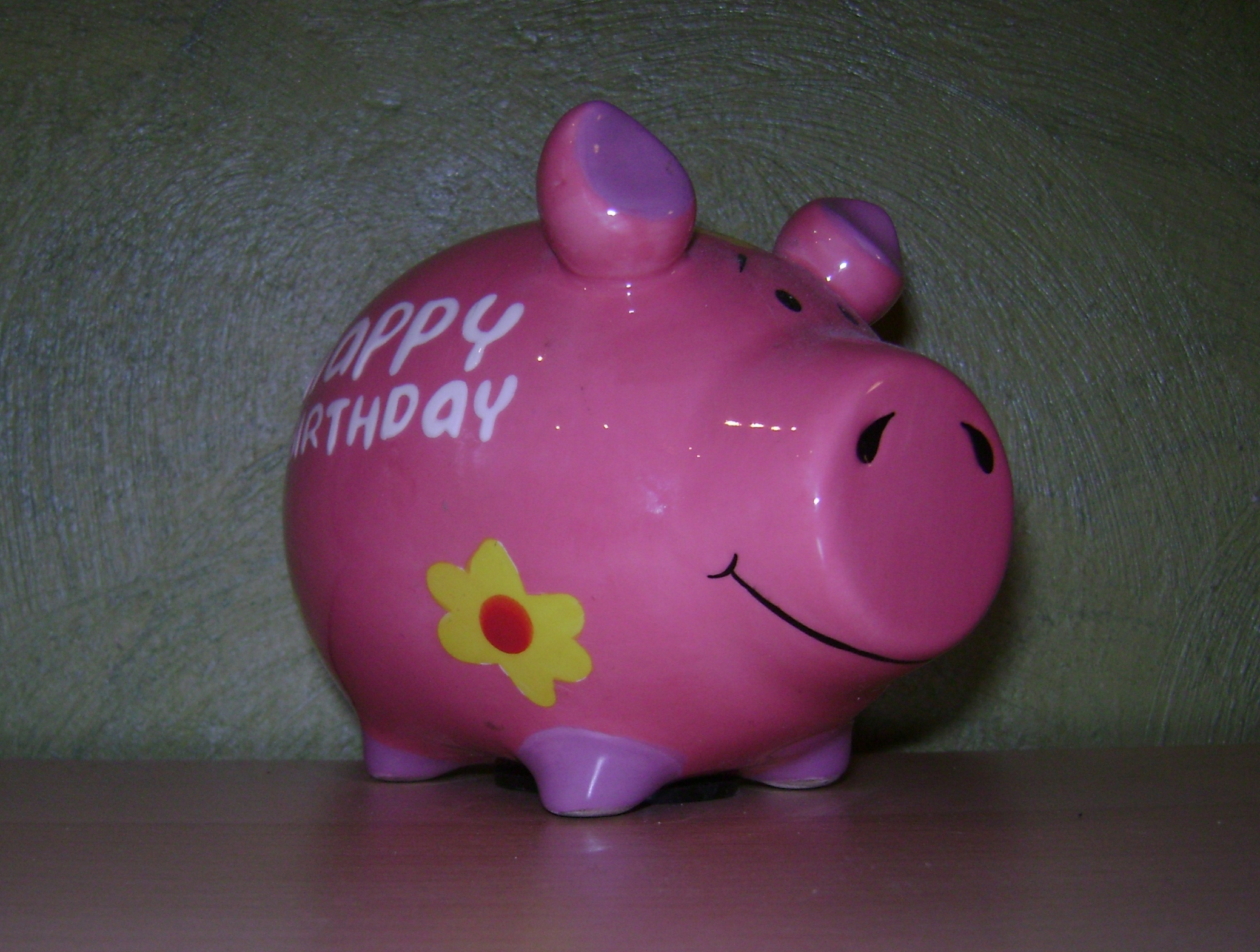
یک قلک

قُلَک یا غُلَک کوزه‌ای سفالین یا صندوقچه‌ای فلزیمعمولا با شکل خاص و طرح‌دار است که بر سرش سوراخ دراز و باریکی دارد و در آن سکه یا اسکناس را برای انباشتن می‌ریزند. در نوع سفالین آن معمولاً جز با شکستن نمی‌توان پول‌ها را از درون غلک بیرون آورد. معمولا کودکان آن را برای پس‌انداز پول‌هایشان به کار می‌برند.
در لغت نامه دهخدا واژه قلک همچنین به شکل غوله، کولک، یا غولک نیز آمده‌است.

## تاریخچه
در قدیم گاه برای ساختن قلک سر کوزه‌ای را چرم می‌گرفتند و سوراخی در آن ایجاد می‌کردند و راهداران (گمرک) پول یا زری را که از مردم می‌گرفتند در آن می‌ریختند. در برخی مزارها یا بقعه‌ها هم از آن برای جمع کردن خیرات و نذورات استفاده می‌شده است.

### بانک خوکی
در افکار عمومی، این تفکر وجود دارد که شکم بزرگ خوک‌ها بدین خاطر است که خوک ها حیواناتی هستند که در بدن خود غذا را ذخیره می کنند. در کاریکاتورها نیز چون خوک ها حیوانات چاقی هستند از آن‌ها برای تشبیه انسان‌های ثروتمند استفاده می‌شود. در گذشته نیز قلهک‌ها را به شکل خوک می‌ساختند که امروزه در میان مردمان جهان نیز اینگونه ساخته می‌شوند. در گذشته به علت گرانی فلزات در خانه‌ها ابزارها با خاک رس پیگ (به انگلیسی: Pygg) ساخته می‌شدند. زنان خانه‌دار برای پنهان کردن پول‌ها، آن‌ها را در ظروفی قایم می‌کردند که در آن زمان از جنس پیگ ساخته شده‌بودند. بدین ترتیب بعدها به علت تشابه واژه پیگ "Pygg" و پِگ "Pig"، استفاده از پِگ به معنای خوک گسترش یافت. تمامی ظروف خانه‌ها طی سده‌ها جنس آن‌ها تغییر کرد. اما قلک‌ها همچنان از جنس پیگ ساخته می‌شدند. در زبان فارسی بانک خوکی گرته‌برداری از "Piggy bank" است.